# 里奥德赫苏斯
里奥德赫苏斯是巴拿马贝拉瓜斯省里奥德赫苏斯区的一个城市，2010年是人口为2,484，是里奥德赫苏斯区的区治。该市2000年时人口为3,602，1990年时人口为2,585。